# アンネの日記 アンネ・フランク物語
『アンネの日記 アンネ・フランク物語』（アンネのにっき アンネ・フランクものがたり）は、『アンネの日記』を原作とする日本のテレビアニメ・テレビ映画作品。アンネ・フランクの生誕50周年を記念して製作されたテレフィーチャーで、1979年9月28日（金曜） 21時00分 - 22時22分（日本標準時）にテレビ朝日系列で放送された。朝日放送と日本アニメーションの共同製作。

## キャスト
- アンネ - 藤真利子
- オットー - 安部徹
アンネの父親
- ペーター - 森功至
アンネの恋人
- マルゴット - 上田みゆき
アンネの姉
- エディット - 中村紀子
アンネの母親
- ファンダーン - 北村弘一
ペーターの父親
- ファンダーン夫人 - 京田尚子
ペーターの母親
- デュッセル - 依田英助
アンネたちの住む隠れ家の同居人の1人
- ミープ - 江川菜子
アンネたちが隠れ家生活するのを支援する女性
- ナレーター - 樫山文枝

## スタッフ
- 脚本 - 中西隆三
- 音楽 - 坂田晃一
- キャラクターデザイン - 熊田勇
- 絵コンテ - 岡部英二
- 作画監督 - 熊田勇
- 場面設定 - 白梅進
- 美術監督 - 小林七郎
- 録音監督 - 浦上靖夫
- 色指定、検査 - 小森ミツ、大橋清
- 作画 - 遠藤政治、百瀬義行、富永貞義、加藤孝二、飯山喜昌、後上義高、田辺由憲、津野明朗、トランスアーツ、富プロダクション、スタジオルック
- プロデューサー - 大場伊紘
- 演出 - 岡部英二

## 主題歌
オープニングテーマ「愛がある明日がある」
作詞 - 岩谷時子 / 作曲・編曲 - 坂田晃一 / 歌 - シーガル
エンディングテーマ「かもめになった少女」
作詞 - 岩谷時子 / 作曲・編曲 - 坂田晃一 / 歌 - シーガル